# Frode Kirkebjerg
Frode Rasmussen Kirkebjerg  (født 10. maj 1888 i Malt, død 12. januar 1975 i Ordrup) var en dansk kaptajn og rytter i Feltartilleriet, som deltog i military ved OL 1912 i Stockholm med hesten Dippe-Libbe og med Meteor i 1924 i Paris.
Kirkebjerg gennemførte udholdenhedsprøven ved OL 1912, men stillede ikke op i springningen. Han vandt en olympisk sølvmedalje i under OL 1924 i Paris.
Han var medlem af bestyrelsen for Dansk Ride Forbund 1921-40 og Danmarks Olympiske Komité 1922-36.

## Militær karriere
Efter sin studentereksamen fra Herlufsholm i 1906 fik Kirkebjerg en militær karriere. Han blev udnævnt til premierløjtnant 1909, var på Rideskolen 1911-13, fortsatte på Officerskolen 1918-20, hvor han blev udnævnt til kaptajn. Herefter fortsatte han sin uddannelse i det franske feltartilleri 1921-22. I 1932 blev han udnævnt til oberstløjtnant og chef for 9. artilleriafdeling i Aarhus, i 1940 for 6. artilleriafdeling, indtil sin pension i 1948.
I 1940 blev Kirkebjerg udnævnt til landssekretær i Dansk Luftværnsforening og fortsatte over Civilforsvars-Forbundet (1949) frem til 1956.

## Hæder
- Sankt Olavs Orden, Ridder af 1. klasse
- Rigsluftværnets Fortjensttegn i Guld
- Civilforsvarets-Forbundets Hæderstegn
- Svenska Ridsportens Centralforbunds udmærkelsesplakette (1928)
- Danmarks Idrætsforbunds ærestegn (1935)
- Dansk Ride Forbunds hæderstegn (1958)

## Familie
Faderen var sløjdskoleforstander Jørgen R Kirkebjerg (død 1929), moderen Karoline (f. Klock, død 1949). Han blev gift første gang den 18. februar 1920 med Eleanor Bruun (datter af grosserer Lars Emil Bruun). Ægteskabet blev opløst i 1926. Andet ægteskab var med Else de Linde den 26. marts 1929. Dette ægteskab blev opløst i 1959. 
Frode Kirkebjerg er far til Lars Kirkebjerg, som deltog i military ved OL 1956 i Stockholm, og var her fanebærer.